# Karleby Kirke
Karleby Kirke ligger i den nordlige del af landsbyen Karleby ca. 10 km ØNØ for Nykøbing Falster (Region Sjælland).
Sydøst for kirken ligger Karleby Præstegård, hvis hovedhus stammer fra 1770. Den har været fredet siden 1950.

## Eksterne kilder og henvisninger
- Wikimedia Commons har flere filer relateret til Karleby Kirke
- Karleby Kirke på KortTilKirken.dk
- Karleby Kirke på danmarkskirker.natmus.dk (Danmarks Kirker, Nationalmuseet)